# Francesca Schiavone
Francesca Schiavone (n. 23 iunie 1980, Milano, Italia) este o jucătoare profesionistă de tenis din Italia. În anul din 2010 reușește să câștige cel mai important titlu al carierei French Open. În anul 2011 ajunge din nou în finala turneului de Grand Slam, dar pierde în fața chinezoiacei Na Li.

### Performanțe la turneele deGrand Slam

#### Simplu: 2 (1 titlu, 1 finală)
| Rezultat   | An   | Turneu      | Suprafață | Adversar        | Scor          |
| ---------- | ---- | ----------- | --------- | --------------- | ------------- |
| Câștigător | 2010 | French Open | Zgură     | Samantha Stosur | 6–4, 7–6(7–2) |
| Finalist   | 2011 | French Open | Zgură     | Li Na           | 4–6, 6–7(0–7) |

#### Dublu: 1 (1 finalist)
| Rezultat | An   | Turneu      | Suprafață | Partener        | Adversar                                       | Scor          |
| -------- | ---- | ----------- | --------- | --------------- | ---------------------------------------------- | ------------- |
| Finalist | 2008 | French Open | Zgură     | Casey Dellacqua | Anabel Medina Garrigues Virginia Ruano Pascual | 6–2, 5–7, 4–6 |